# Smagen af rust og ben
Smagen af rust og ben (fransk: De rouille et d'os) er en fransk film fra 2012. Filmen er instrueret af Jacques Audiard.

## Handling
Filmen handler om det venskab, der opstår mellem Stephanie (Marion Cotillard) og Alain (Matthias Schoenaerts) efter at Stephanie har mistet begge ben i en arbejdsulykke.
Alain, der er en ung bums, flytter til Antibes sammen med sin 5-årige søn, for at bo hos sin søster Anna (Corinne Masiero) og hendes mand. Her får han 
job som dørmand på et diskotek, hvor han møder Stephanie, der arbejder som træner af spækhuggere i Marineland d'Antibes og som han bliver forelsket i. En dag går det galt på jobbet for Stephanie og hun mister begge sine ben. Hun tager kontakt til Alain og de indleder et forhold.

## Medvirkende
- Marion Cotillard - Stéphanie
- Matthias Schoenaerts - Alain van Versch (Ali)
- Armand Verdure - Sam
- Céline Sallette - Louise
- Corinne Masiero - Anna
- Bouli Lanners - Martial